# Рожанский, Николай Аполлинариевич
Николай Аполлинариевич Рожанский (28 июля 1884, Киев, Киевская губерния — 25 ноября 1957, Ростов-на-Дону) — русский и советский фармаколог, физиолог, академик АМН СССР (1945—1957), родной брат физика Дмитрия Рожанского.

## Биография
Родился Николай Рожанский 28 июля 1884 года в Киеве в семье инженера-технолога.
В 1902 году окончил Киевскую Четвертую классическую гимназию и поступил на медицинский факультет Киевского университета. В студенческие годы Николай Рожанский принимал участие в нелегальных в нелегальных кружках и студенческих демонстрациях, за что был арестован, но в заключении пробыл недолго. После освобождения из заключения Николай Аполлинариевич был выслан из Киева в Москву без отчисления с переводом в Московский университет. В 1909 году успешно сдав государственные экзамены, окончил медицинский факультет Московского университета. С 1910 по 1912 год работал в лаборатории И. П. Павлова в Военно-медицинской академии, а также в институте экспериментальной медицины в Петербурге. С 1912 по 1916 год работал в Московском университете. В 1915 году во время войны, Николай Рожанский был призван в армию и работал хирургом в различных фронтовых военных госпиталях. В 1916 году переехал в Ростов-на-Дону. С 1916 по 1921 год занимал должность доцента, с 1921 по 1957 год занимал должность профессора и заведующего кафедрой физиологии Ростовского медицинского института.

Памятная доска в Ростове-на-Дону

Скончался Николай Рожанский 25 ноября 1957 года в Ростове-на-Дону.
На административном здании медицинского института в Ростове-на-Дону (пер. Нахичеванский 29) ему установлена мемориальная доска.

## Научные работы
Основные научные работы посвящены физиологии ЦНС и высшей нервной деятельности. Николай Аполлинариевич — автор 250 научных работ и 3 монографий.
- Изучал механизм возникновения Нейрогенной дистрофии.
- Изучил основные биологические рефлексы — фундамент сложных поведенческих реакций животных и человека.
- Один из создателей кровоостанавливающего препарата пульмин.
- Разработал классификацию сложнейших безусловных рефлексов по их биологическому значению.

## Научные труды и литература
- Рожанский Н. А. Материалы к физиологии сна.— М.: Медгиз, 1954.— 127 с. с граф.
- Орлов В. В. Николай Апполинариевич Рожанский.— Л.: Наука, 1976.— 107 с.

## Список использованной литературы
- Биологи. Биографический справочник.— Киев.: Наук. думка, 1984.— 816 с.